# Guerra del Cauca
La Guerra entre el Ecuador y la Nueva Granada, o Guerra del Cauca, fue un conflicto armado que enfrentó a la República de la Nueva Granada (actual República de Colombia) contra el Estado del Ecuador (actual República del Ecuador), pues ambos países sostenían una controversia limítrofe por el dominio de las provincias de Pasto, Popayán y Buenaventura, reclamadas por ambas naciones según lo dispuesto por la Ley de División Territorial de la República de Colombia, y por el derecho internacional adoptado por las naciones latinoamericanas del uti possidetis iuris. Culminó en un resultado beneficioso para la República de la Nueva Granada, país que a la actualidad conserva la totalidad de los territorios que se disputaron.

## Antecedentes
Los antecedentes de la guerra del Cauca comienzan el 6 de mayo de 1830, tiempo en el cual se reunía en Caracas un congreso para proclamar la separación de Venezuela y dar inicio a la disolución grancolombiana. Unos días después, el 13 de mayo, Ecuador también se declaraba independiente en cuya primera carta fundamental consignaba que: El territorio del Ecuador comprende los tres departamentos del Ecuador en los límites del antiguo “Reino y Presidencia de Quito”, queriendo con esto significar que todos los territorios de los departamentos grancolombianos del Cauca, Guayaquil, Azuay y de Quito estaban bajo su jurisdicción. Esto sin embargo se contrariaba con la carta fundamental de la Nueva Granada expedida en 1831 y 1832, que basada en la Ley de División Territorial de la República de Colombia del 25 de junio de 1824, consignaba que sus límites estaban al sur de la provincia de Pasto. Al acogerse ambos Estados al uti possidetis iuris de 1810 se generó aún más polémica, pues debido a que la antigua provincia de Popayán estaba dividida entre las Reales Audiencias de Santafé y Quito, su jurisdicción quedaba repartida entre ambos Reinos.
Durante ese periodo el primer presidente del Ecuador, el general venezolano Juan José Flores, consiguió que algunos clérigos, obedientes a los mandatos del obispo de Quito, suscribieran en Pasto una declaración a favor de la anexión de la provincia de Pasto al Ecuador. Flores publica una proclama para pastusos y caucanos anunciando que enviaría un ejército de 3.000 hombres desde Ibarra para incorporarlos al Ecuador.
El 29 de agosto de 1830 el gobernador Manuel de Jesús Zamora junto con su Concejo municipal y vecinos notables suscriben el “Acta de Iscuandé” en la que acuerdan unánimemente que la provincia de la Buenaventura se adhiere, une y agrega al gran Estado del Sur (Ecuador); a los pocos meses los cantones de Guapí, López de Micay y Barbacoas siguieron el ejemplo.
El 3 de noviembre de 1830, el coronel Francisco María Lozano, gobernador de Pasto, junto a representantes municipales y eclesiásticos y un concurso numeroso de la población, acuerdan unánimemente en Acta, que el Cantón de Pasto se pronuncie por el Gobierno del Sur, bajo el mando del general Juan José Flores.
Ante la negativa de José María Obando y José Hilario López de apoyar el régimen de Rafael Urdaneta, estos encabezaron un movimiento separatista para unirse a Ecuador, logrando que el 11 de noviembre del mismo año se reuniese en Buga una asamblea para decidir acerca de la anexión del Cauca al Ecuador, cuya resolución fue afirmativa por mayoría de votos. Flores solicitó entonces que las provincias de Pasto, Popayán y Buenaventura se incorporaran voluntariamente al Ecuador, las cuales tenían representación en el Congreso de Quito.
El presidente Juan José Flores, luego de mandar guarniciones a Pasto y Popayán con el Batallón Quito al mando del coronel Manuel Zubiria, visitó esas ciudades y el 20 de diciembre de 1830 expidió un decreto en el cual declaraba incorporado el antiguo Departamento del Cauca al Ecuador, condicionado hasta la reunión del próximo congreso, al que concurrirían los diputados de aquél Departamento. En 1831 anexó Popayán y el Congreso Ordinario de ese año declaró oficialmente el 7 de octubre la incorporación del Cauca al Ecuador, pero condicionó aquella resolución a la Convención Colombiana para que delimitara los nuevos Estados que debían componerla. A principios de julio de ese año Flores envió a Bogotá al coronel Basilio Palacios Urquijo con el propósito de conseguir por parte del gobierno neogranadino el reconocimiento del estado ecuatoriano y regular las relaciones diplomáticas entre ambos países, la cual no llegó a algún acuerdo.
El 22 de julio de 1831 el gobierno de la República de la Nueva Granada manda un comunicado al gobierno ecuatoriano por medio de su delegado donde de manera insistente reclamaba la devolución de este Departamento a la Nueva Granada de acuerdo a la ley de 1824, pero éste mantenía su negativa pues declaraba que la adhesión del Cauca al Ecuador se había producido por libre voluntad de sus habitantes, lo cual derivó en una difícil situación diplomática para ambos países.

## Desarrollo del conflicto
La Convención Granadina envió a finales de 1831 al general José Hilario López a Popayán a promover la reincorporación del Cauca a la República de la Nueva Granada. Debido al decreto del congreso ecuatoriano que incorporaba al Cauca como parte de su territorio, el general López el 31 de enero de 1832 se puso al mando de las milicias de Popayán, ya que con excepción de las provincias de Buenaventura y Pasto, que se encontraban ocupadas por las tropas ecuatorianas, los cantones vallecaucanos de Cali, Buga, Toro, Cartago y Nóvita decidieron reintegrarse a la Nueva Granada. Flores pareció conformarse con las decisiones de esos cantones y aun con la de la provincia del Cauca, pero se opondría definitivamente a reintegrar a Pasto y Buenaventura que eran reclamadas por el Gobierno de Nueva Granada.
En consecuencia, Flores se preparó para la defensa armada y escalonó tropas desde Otavalo hasta Pasto, fortificó el Juanambú; y volvió a Quito al enterarse de que arribaría una delegación granadina a una conferencia para tratar la paz, confiando la defensa al general Antonio Farfán.
En marzo de 1832 el gobierno neogranadino, encabezado por el vicepresidente José Ignacio de Márquez, envió primero a Ibarra y luego a Quito dos comisionados: el ministro José Manuel Restrepo y el obispo de Santa Marta José María Estévez, a una conferencia de paz. El Ecuador envió a José Félix Valdivieso, Pedro José de Arteta y José Joaquín de Olmedo, quienes el 25 de mayo de 1832 propusieron que las provincias de Pasto y Buenaventura quedasen definitivamente incorporadas al Ecuador; y que la futura Convencion de Colombia decidiese sobre el Chocó y Popayán. Los granadinos no lo aceptaron. Luego propusieron que cada Estado conservase sus actuales posesiones, hasta la resolución por arbitraje. Entonces, el 12 de agosto de 1831 ocurrió la sublevación del batallón "Flores", que debilitó la posición militar ecuatoriana y facilitó que la delegación granadina se aferrase a la tesis de los límites a 1824, y retirarse sin alcanzar un acuerdo.
Ante el definitivo impase, las hostilidades se rompieron. Obando reclutó unos 1.500 soldados en todo el antiguo Cauca y logró atraer a su bando al teniente coronel ecuatoriano Ignacio Sáenz junto con 220 hombres de su batallón, dejando descubierto el estratégico paso de Juanambú, que ocupó inmediatamente, abriéndole la puerta para marchar a Pasto, con el fin de capturar la ciudad, lo que hizo el 22 de septiembre. Al llegar, comprobó que las fuerzas ecuatorianas al mando del general Farfán se habían retirado al sur del Carchi, desmoralizadas por la acción de Sáenz y la actitud hostil del pueblo de Pasto.
Todo esto volvió estéril la llegada el 1 de octubre del batallón Granaderos a Túquerres al mando de Flores, y aunque los soldados ecuatorianos triunfaron en algunos combates, la falta de abastecimientos los hizo doblegar. Farfán en su retirada abandonó cañones, quinientos fusiles y más de veinte mil cartuchos, junto con las vituallas, todo lo cual pasó a Obando. En reunión celebrada en Túquerres el 9 de octubre, tras una sorpresiva visita de Obando al campamento del general Flores, se acordó un armisticio con la condición de ser restituido el territorio en disputa; Flores aceptó ante la sublevación de sus tropas en Guayaquil a las que tuvo que hacer frente. Ambas partes designaron delegados para que deliberen en Pasto la suscripción de un tratado de paz.

## Consecuencias
El 8 de diciembre de 1832 se firmó en la ciudad de Pasto el Tratado de paz, amistad y alianza entre la Nueva Granada y Ecuador por parte del general Joaquín Posada Gutiérrez en representación de la Nueva Granada, y el doctor Pedro José de Arteta por parte del Ecuador, fijándose los límites en los mismos señalados en el artículo 22 de la Ley de Colombia del 25 de junio de 1824, sobre división territorial de la República, que señalaba:

Artículo 22: El Departamento del Cauca se divide del de Ecuador por los límites que han separado a la provincia de Popayán en el río Carchi que sirve de términos a la provincia de Pasto.

Se dejó pendiente la decisión sobre la soberanía de los puertos de La Tola y Tumaco, en la provincia de Buenaventura.
El Tratado de Pasto tan solo dio límites a una parte de la frontera, no así al resto del territorio del Ecuador que vino a demarcarse posteriormente con Colombia.